# Nyctereutes donnezani
Espèce
Synonymes
- Vulpes donnezani Depéret, 1890 (Protonyme)

Nyctereutes donnezani est une espèce fossile de carnivores caniformes de la famille des Canidae.

## Taxinomie
Cette espèce a été décrite pour la première fois en 1890 par le paléontologue français Charles Depéret (1854-1929).

## Distribution et époque

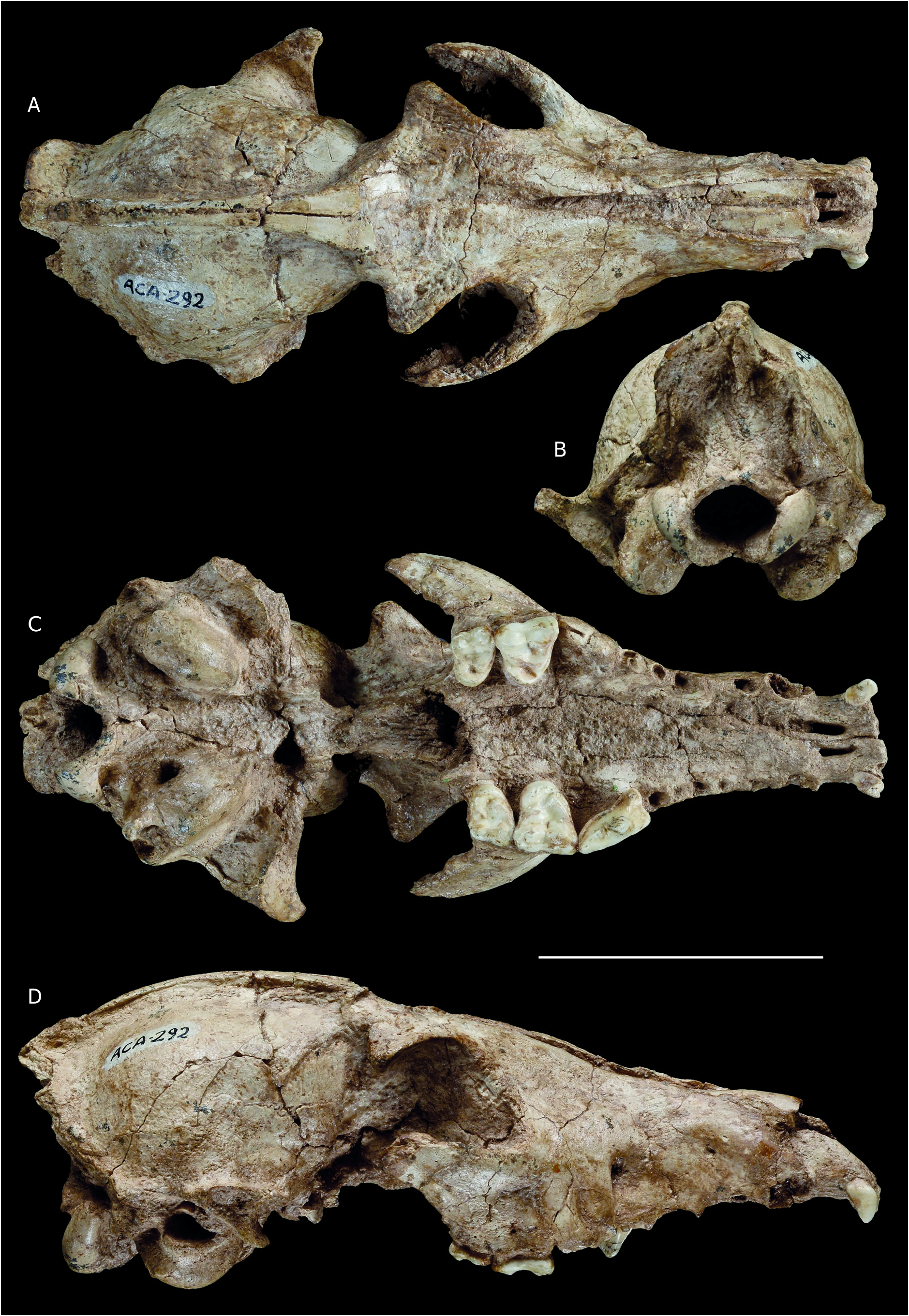
Fossile de Nyctereutes donnezani datant du début du Pliocène, à Çalta en Turquie centrale.

Ce proche parent des Chiens viverrins actuels a été découvert en France, en Grèce et en Turquie. Il vivait à l'époque du Pliocène.

### Ressource primaire
- Charles Depéret, Mémoires de la Société géologique de France : Les animaux pliocènes du Roussillon, vol. 3, Paris, Librairie polytechnique Baudry et Cie, 1890, 231 (194) (lire en ligne), p. 25(28).